# 谢鑫鹤
谢鑫鹤（1912年—1979年12月22日），原名吉钊，字紫英，男，山东茌平人，中华人民共和国政治人物。

## 生平
谢鑫鹤早年曾就读于山东省立第三师范学校。1931年加入中国共产主义青年团，1933年加入中国共产党。1935年回乡任教，任于1937年出任中共高清博支部委员。抗日战争期间，曾担任过中共鲁西区第四地委书记、运东地委书记等职。国共内战时期又任中共冀鲁豫区运东地委书记、赣东北区贵溪地委书记等。1949年9月随中国人民解放军进入贵州。
中华人民共和国成立后，先后担任过贵州省民政厅副厅长，中共贵阳市委第二书记、市委书记等。1955年出任中共贵州省委副书记、贵州省政协副主席。次年调往中国科学院出任副秘书长。1965年至1967年间任第二轻工业部副部长、党组副书记，1970年任轻工业部副部长。文化大革命中遭受迫害，文革结束后于1979年任轻工业部党组副书记。他还曾是中国工艺美术协会理事长，中共七大代表，第五届全国人大代表。
1979年在北京去世。